# Octobre 1950

## Évènements
- Évacuation du Haut-Tonkin par les troupes françaises et retraite de Cao Bang et de Long-Son.

- 2 octobere : La bande dessinée Peanuts de Charles M. Schulz est publiée pour la première fois dans sept journaux américains.
- 3 octobre[1] (Brésil) : l'ex-président Getúlio Vargas, soutenu par le Partido Trabalhista Brasileiro et le Partido social Progressista, est réélu président de la République du Brésil à une écrasante majorité, en bénéficiant d'un grand courant patriotique, en réaction d'une part à la menace soviétique et d'autre part à l'ingérence économique américaine (début de mandat le 31 janvier 1951, fin en 1954). João Fernandes Campos Café Filho, vice-président.

- 3 au 8 octobre (Guerre d'Indochine) : défaite française à la bataille de Caobang.

- 6 octobre :
  - Tibet : bataille de Markham Gartok. À la suite de l'occupation du Tibet par les communistes chinois. Après avoir envahi les provinces tibétaines du Kham et de l’Amdo en 1949, les Chinois occupent la province de l'U-Tsang, qui deviendra plus tard la Région autonome du Tibet.
  - Achèvement du Transarab, l’oléoduc le plus long du monde (plus de 1 700 km) qui relie le golfe Persique à la ville de Sidon sur la Méditerranée.

- 7 octobre :
  - Inde : Mère Teresa fonde l'ordre des Missionnaires de la Charité.
  - Les forces de l'ONU entrent en Corée du Nord.

- 8 octobre : défaite française à la bataille de Caobang en Indochine.

- 10 octobre : premier vol du chasseur expérimental britannique Boulton Paul P.111.

- 16 octobre : premiers contingents de « volontaires » chinois en Corée.

- 18 octobre : les forces de l'ONU pénètrent en Corée du Nord et prennent la capitale Pyongyang.

- 19 octobre : Pierre Mendès France critique la politique française en Indochine.

- 21 octobre : un corps de l'armée chinoise vient épauler les premiers bataillons au Tibet.

- 25 octobre : à l’appel du jeune panchen-lama et de son entourage, l’Armée populaire de libération envahit le Tibet[réf. nécessaire]. Les troupes tibétaines sont décimées et ni la Grande-Bretagne ni l’Inde n’offrent leur aide.

- 26 octobre : projet René Pleven de communauté européenne de défense prévoyant d’y intégrer les contingents allemands.

- 29 octobre : début du règne de Gustave VI Adolphe de Suède (fin en 1973).

## Naissances
- 1er octobre : Jeane Manson, chanteuse et actrice américaine.
- 4 octobre : 
  - Jean-Pierre Grandjean, photographe et graphiste.
  - Michael Heubach, musicien et compositeur de rock allemand.
- 6 octobre : Cyril de La Patellière, sculpteur.
- 7 octobre : 
  - Prince ʻUluvalu Tuʻipelehake, membre de la famille royale tongienne († 5 juillet 2006).
- 11 octobre : Patty Murray, Femme politique américaine et Présidente Pro Tempore du Sénat des États-Unis depuis 2023.
- 13 octobre : Hugh Segal, stratège et sénateur canadien († 9 août 2023).
- 15 octobre : Candida Royalle, actrice et réalisatrice américaine.
- 17 octobre : Philippe Barbarin, cardinal français, archevêque de Lyon.
- 19 octobre : Yvonne Mokgoro, juge sud-africaine († 9 mai 2024).
- 20 octobre : 
  - Claude Sérillon, journaliste français.
  - Jorge Carlos Fonseca, homme politique cap-verdien.
- 21 octobre : Ronald E. McNair, astronaute américain († 28 janvier 1986).
- 27 octobre : Roger Madec, homme politique français († 10 décembre 2024).
- 31 octobre : John Candy, acteur.

## Décès
- 18 octobre : Giuseppe Borgatti, 79 ans, ténor italien (° 17 mars 1871).
- 23 octobre : Al Jolson, chanteur de jazz et acteur américain d'origine lituanienne.
- 29 octobre : Gustav V, roi de Suède.